# Jack Otterson
Jack Otterson, nato John Edward Otterson (Pittsburgh, 25 agosto 1905 – Los Angeles, 22 dicembre 1991), è stato uno scenografo statunitense.

## Biografia
Ha preso parte a oltre 300 film tra il 1934 ed il 1953. Ha ricevuto otto volte (peraltro consecutive) la nomination ai Premi Oscar nella categoria migliore scenografia, senza tuttavia mai vincere: nel 1937, nel 1938, nel 1939, nel 1940, nel 1941, nel 1942 e nel 1943 (doppia).

## Filmografia
- The Road to Reno, regia di S. Sylvan Simon (1938)
- Servizio di lusso (Service de Luxe), regia di Rowland V. Lee (1938)
- Man from Montreal, regia di Christy Cabanne - scenografia (1939)
- Vigilia d'amore (When Tomorrow Comes), regia di John M. Stahl - scenografia (1939)
- Il primo bacio (First Love), regia di Henry Koster - scenografia (1939)
- Il ritorno dell'uomo invisibile (The Invisible Man Returns), regia di Joe May - scenografia (1940)
- La taverna dei sette peccati (Seven Sinners), regia di Tay Garnett (1940)
- Enemy Agent, regia di Lew Landers - scenografia (1940)
- Una ragazza per bene (Nice Girl?), regia di William A. Seiter (1941)
- Scheherazade (Song of Scheherazade), regia di Walter Reisch (1947)